# Вырковская игрушка
Вырковская игрушка — русский народный художественный промысел, возникший в деревне Вырково Касимовского района Рязанской области, России. Этот уникальный вид русского народного искусства славится своей оригинальностью и красочностью. Вырковские игрушки изготавливаются вручную мастерами из дерева, обычно березы. Они имеют разнообразные формы и изображают различных персонажей, таких как животные, птицы, сказочные существа, а также людей в национальных костюмах. Яркие краски и узоры, наносимые на игрушки, делают их привлекательными и узнаваемыми. Вырковские игрушки являются популярным сувениром и предметом коллекционирования, а также используются в народных ритуалах и праздниках. Этот промысел является важной частью культурного наследия России и привлекает внимание туристов и ценителей искусства со всего.

## История
Промысел зародился в деревне Вырково и соседней с ней деревне Ярыгино в начале XX века на основе широко распространенного в этих деревнях гончарного промысла. Расцвет промысла пришелся на 30-е годы. К концу XX века традиция изготовления игрушки в деревне Вырково оказалась прерванной. Последними мастерами, выполнявшими образцы глиняной вырковской игрушки по заказу российских музеев и коллекционеров, были Иван Леонтьевич Листов и Иван Петрович Есин.
В настоящее время вырковская игрушка представлена в экспозициях Рязанского государственного областного художественного музея имени И. П. Пожалостина и Касимовского историко-культурного музея-заповедника.

## Технология и особенности
Вырковскую игрушку изготавливали из добываемой в окрестностях Выркова красной глины. Игрушки украшались светло-коричневой поливой, как и бытовая посуда. Вылепленные игрушки сушились в русских печах на сковородах и покрывались жидкой глазурью, представляющей собой смесь свинцового сурика и купороса в воде. Затем игрушки обжигались в горнах. Потеки поливы при этом передавали пятнистую окраску животных.